# Abbaye de Tronchiennes
L'abbaye de Tronchiennes était une abbaye norbertine située au bord de la Lys, à Tronchiennes, une localité de Belgique située à 5 km du centre de Gand, en Flandre-Orientale.
Avant l'arrivée des Prémontrés, en 1138, l'origine de l'abbaye est incertaine : fondée au VIIe siècle par saint Basin, père de sainte Aldegonde, ou bien associée à l’évangélisation de la région par Saint Amand, ou encore identifiée par un monastère bénédictin du VIIe siècle.
L’abbaye souffrit beaucoup durant la crise iconoclaste de 1566, et de nouveau en 1578. Au XVIIe siècle, l’abbaye fut reconstruite. En 1796, sous l’occupation française, les prémontrés furent chassés et l’abbaye fut vendue comme bien national, rachetée en 1837 par les jésuites qui en firent leur noviciat. Les bâtiments de l'ancienne abbaye qui subsistent sont l'église, devenue paroissiale, et les bâtiments claustraux.

## Géographie
L'abbaye de Tronchiennes (connue localement comme la Oude Abdij van Drongen) est située au bord de la Lys, à Tronchiennes (en néerlandais Drongen ou encore Dronghem), une localité de Belgique située à 5 km du centre de Gand, mais qui fait maintenant partie de cette ville, au milieu de la province de Flandre-Orientale.

## Histoire
Une ancienne tradition fait remonter la fondation de l’abbaye à saint Basin (fêté le 14 juillet), père de sainte Aldegonde (VIIe siècle). Il y installe des chanoines et y passe la fin de sa vie, y mourant "en odeur de sainteté" en 661.
Une autre tradition associe l’abbaye à l’évangélisation de la région par Saint Amand, par ailleurs reconnu comme fondateur des abbayes de Saint-Bavon et de Saint-Pierre, à Gand. Les premiers occupants en sont des chanoines séculiers. Elle est détruite par les Normands, mais est reconstruite au début du Xe siècle par Baudouin II, comte de Flandre.
Mais, selon Émile Poumon, ce fut d'abord un monastère bénédictin du VIIe siècle, détruit par les Normands et rétabli sous forme de chapitre séculier en 884.

## Chanoines prémontrés
En 1138, un groupe de chanoines réguliers, les Prémontrés, un ordre récemment fondé par Saint Norbert, en reçoivent la possession, après avoir d’abord tenté une fondation à Vrasene (1136). Yvain d'Alost, comte d'Alost, a joué un rôle majeur dans cette création. L’abbaye souffre beaucoup durant la crise iconoclaste de 1566, et de nouveau en 1578 sous l’éphémère république calviniste à Gand (1577-1584). Les chanoines se réfugient à leur « hôtel de Tronchiennes », à l’intérieur des murs de la ville. La propriété passe entre les mains de Guillaume d’Orange mais, en 1609, elle est rendue aux chanoines.

## Jésuites
Au XVIIe siècle, l’abbaye est reconstruite. Les bâtiments que l’on voit aujourd’hui datent de cette époque. Nouveau troubles sous l’occupation française : en 1796, les prémontrés sont chassés et l’abbaye est vendue comme bien national. Le site est racheté par Liévin Bauwens, un industriel fameux qui y installe en 1804 une filature de coton. Une dizaine d’années après la mort de Bauwens, en 1836, la filature fait faillite.
En 1837 — l’indépendance belge leur permettant de travailler ouvertement dans le pays — les jésuites rachètent une partie de l’abbaye pour y installer leur noviciat (jusqu’alors clandestin). En 1848, ils acquièrent l’ensemble du domaine. Pendant plus d’un siècle (jusqu’en 1968) Tronchiennes sera une maison de formation importante de la Compagnie de Jésus en Belgique : noviciat et Troisième An. Une autre aile du bâtiment y reçoit des retraitants et ceux qui souhaitent faire les Exercices spirituels de Saint Ignace. Le noviciat est aujourd’hui fermé, mais Oude Abdij reste un centre spirituel actif.

## Aujourd'hui - Aspects patrimoniaux
De l'ancienne abbaye, il reste l'église, devenue paroissiale, et les bâtiments claustraux qui ne font pas corps avec l'église. Cette église possède une tour octogonale datée 1733. Les bâtiments claustraux des XVIIe et XVIIIe siècles, comprenant le cloître et la demeure de l'abbé, ont été aménagés et agrandis pour y abriter pendant un temps[Jusqu'à quand ?] un noviciat jésuite.